# 엘살바도르
엘살바도르 공화국(스페인어: República de El Salvador, 영어: Republic of El Salvador, 문화어: 엘쌀바도르)은 중앙아메리카에 있는 공화국이다. 온두라스, 과테말라와 국경을 접하며 남쪽으로 태평양에 접한다. 수도는 산살바도르이다. 면적은 21,041km2, 인구는 약 600만 명(2024년)이다. 공용어는 스페인어이며, 스페인어권 나라 중 유일하게 나라 이름에 정관사(el)를 붙인다.

## 역사

### 스페인 식민지와 독립

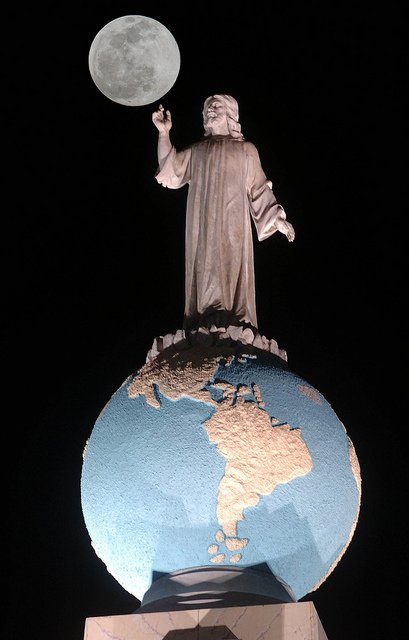

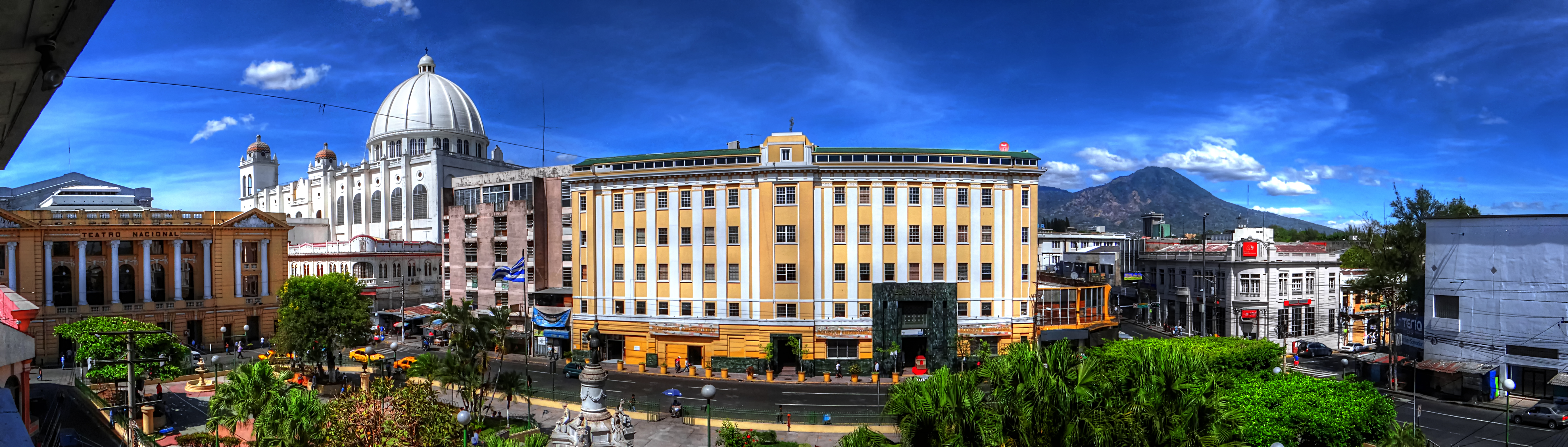

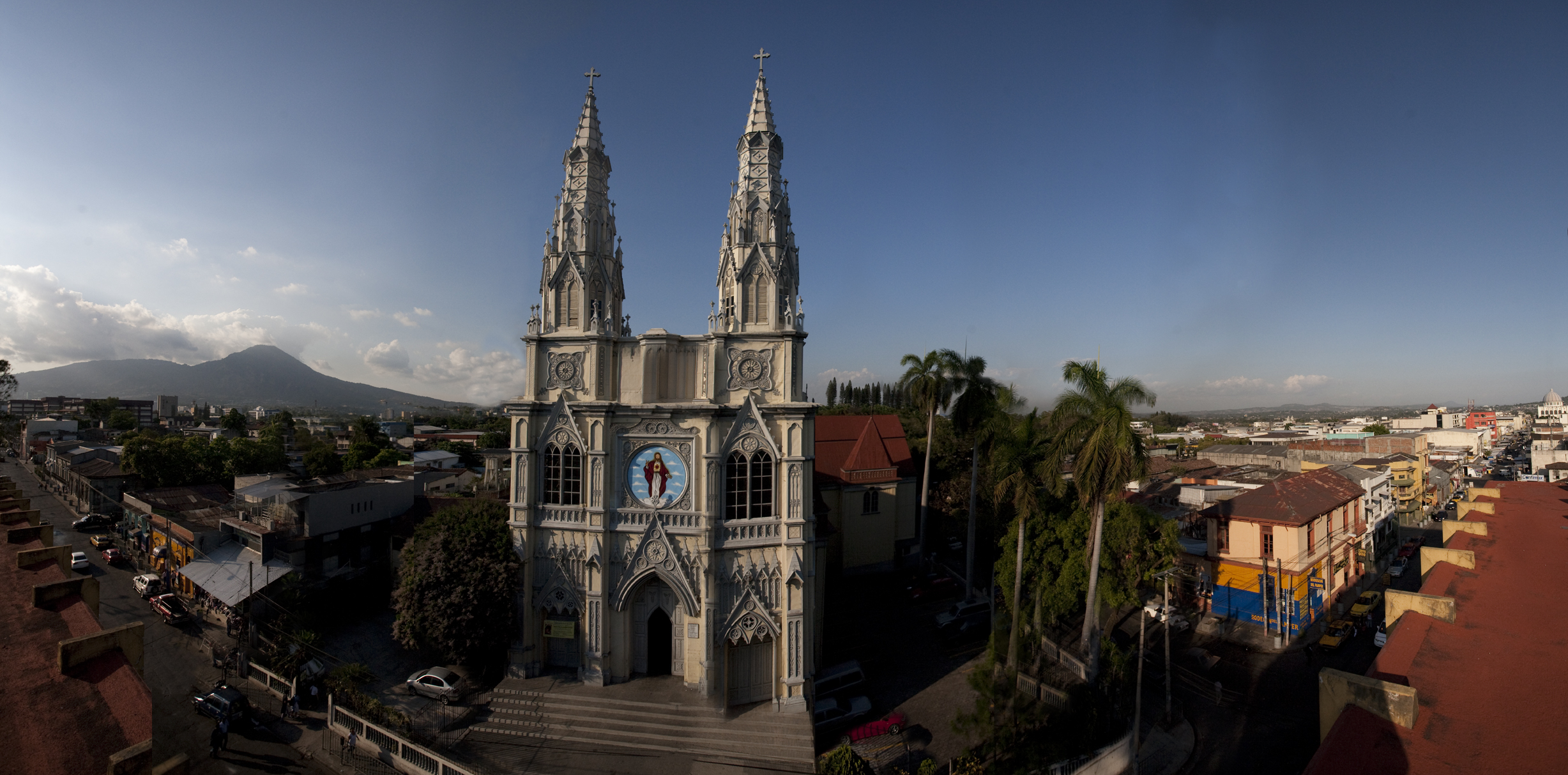

이 지역에서 최초로 문명을 이룬 원주민족은 렝카족이며, 이후 마야 문명권의 사람들도 이곳에 정착했으나 일로팡고 화산의 대분화 이후 기존의 주민이 피난하며 흩어졌다. 몇 세기 후에는 나와족 계통의 피필족이 유입되어 쿠즈카틀란이라 불리는 부족국가의 연맹이 형성되었다.
1521년 에르난 코르테스가 아즈텍 제국을 정복한 것을 시작으로 스페인 제국의 메소아메리카 정복이 시작되었다. 1524년 페드로 데 알바라도가 이끄는 부대가 이 지역으로 침공하여 정복에 성공했다. '엘살바도르'(El Salvador)라는 국명은 스페인어로 'The Saviour(구세주)'라는 뜻으로 페드로 데 알바라도 장군이 산맥을 넘어 이 땅에 도달한 뒤 구세주 예수님께 감사하라는 의미로 명명하였다.
스페인 제국의 정복 이후 과테말라 총독부를 거쳐 누에바에스파냐 부왕령의 지배 하에 놓였다. 1785년 누에바에스파냐의 행정구역으로서 산살바도르 주가 설립되어 엘살바도르의 전신이 되었다. 19세기 초 나폴레옹 전쟁에 따른 스페인의 영향력 감소와 프랑스 및 미국의 혁명을 일으킨 자유주의의 영향을 받아 중·남미에서 지역 엘리트들 사이에서 독립에 대한 열망이 고조되기 시작했다. 엘살바도르에서는 1811년 독립을 위한 봉기가 일어났으나 실패하였고, 1814년의 봉기도 진압되었다. 한편 1821년 인근의 과테말라에서 일어난 독립운동이 성공한 결과로 스페인은 정치적으로 유지하기 어렵다고 판단한 중앙아메리카 전역의 독립을 승인하였다. 이에 따라 엘살바도르는 과테말라와 온두라스, 니카라과, 코스타리카 등과 함께 중앙아메리카 연방 공화국을 결성하였으나, 각자의 입장 차이와 이권 다툼으로 연방은 와해되었고, 엘살바도르 지역은 1841년 엘살바도르 공화국으로 독립한다.
19세기 중반 이후 엘살바도르의 경제는 커피 재배에 의존하였으며, 이러한 경제 구조는 토지를 소수 가문의 독점에 집중시키는 결과를 낳았다. 엘살바도르를 이끈 과두제 계급의 일련의 대통령들은 현금작물로서 커피 재배를 장려하고 이를 바탕으로 철도 등 기반시설을 개발하였다.

### 군사독재
그러나 계속되는 내·외부적인 정치 불안과 독재 체제가 이어지며 엘살바도르는 오랜 혼란을 겪었다. 1898년 토마스 레갈라도 장군이 쿠데타를 일으켜 1903년까지 대통령직을 맡았고, 이 동안 그는 대통령이 후임자를 임명하는 관행을 부활시켰다. 1913년에는 마누엘 엔리케 아라우호 대통령이 임기 중 살해되었다. 이후 멜렌데스와 키뇨네스의 독재가 이어지다가 1931년 3월 최초로 자유 선거를 통해 아르투로 아라우호 대통령이 취임하였다. 그러나 같은 해 12월 부통령이던 막시밀리아노 에르난데스 마르티네스의 공모로 하급 장교들이 쿠데타를 일으켜 아라우호의 정부는 9개월 만에 무너졌고, 마르티네스가 대통령직에 올랐다.
1932년부터 공산주의에 영향을 받은 농민 및 원주민의 반란이 여러 차례 일어났고 마르티네스 군사정권이 이를 잔혹하게 진압하며 라 마탄사(La Matanza)로 불리는 학살이 벌어졌다. 1944년 다시 쿠데타가 발생하였다가 진압되었으나 이를 계기로 마르티네스는 사임하고 해외로 망명했다. 이후 쿠데타가 반복되며 군사독재 정권은 1979년까지 이어졌는데, 이는 소수의 군인정치가들과 이들을 지지하는 지주들이 권력과 부를 독점한 과두 정부였고 대부분 지주 계급으로 구성된 과두 정부에 의해 많은 농민이 살해당하거나 난민이 되어 반정부 감정이 갈수록 고조되고 있었다.
역사적으로 엘살바도르는 높은 인구밀도로 토지 부족에 시달렸고 이에 따라 인접한 인구 밀도가 낮은 온두라스로 엘살바도르인들이 유입 및 불법 정착하여 엘살바도르와 온두라스 간에 긴장을 야기하였다. 1969년에는 국경 분쟁 및 온두라스로 유입된 엘살바도르인들의 지위 문제 등 알력이 있었던 온두라스와 축구 시합을 계기로 축구 전쟁이 벌어졌다.

### 내전
1979년 다시 쿠데타가 일어나 엘살바도르 혁명정부라는 군사정권이 세워졌다. 초기 혁명정부는 온건 사회주의자들이 주도하여 민간 기업들을 국유화하고 사유지들을 인수하였으나 농업 개혁에 반대하는 강력한 과두제 엘리트의 압력으로 큰 성과를 거두지 못하였고 급진 좌파 단체에 대한 탄압을 지속하였다. 결국 1980년 좌파 계열 게릴라 단체들이 연합하여 국민해방전선(FMLN)을 형성하고 군사 정권과 엘살바도르 내전을 벌이기 시작했다. 특히 엘살바도르 로마 가톨릭교회의 지도자로서 민주화 운동을 주도해 오던 오스카르 아르눌포 로메로 대주교가 정부에 의해 암살당한 것이 큰 반향을 불러일으켰다. 로메로 대주교는 엘살바도르인들에게 “구원은 죽어서 피안의 세계로 가는 것이 아닌, 억압받는 이들을 해방시키는 것”이라며 민주화 운동 참여를 독려하거나 미사 중에 강론할 때마다 군사 정권을 비판하였다. 당시 미국은 좌파 반란의 확산을 막기 위해 제2의 군사정권 창설을 지지하고 자금을 지원했으며, 호세 나폴레온 두아르테가 베네수엘라 망명 중 소환되어 혁명정부를 대체한 새로운 정권을 이끌게 되었다. 이 분쟁 중에 수많은 사상자가 발생했으며 UN은 75,000명 이상이 사망했다고 보고했다. 특히 군부의 아틀라카틀 대대는 엘모소테 학살 등 민간인에 대한 대규모 폭력사태에 책임이 있다.
1992년 1월 16일 엘살바도르 정부와 국민해방전선이 UN의 중재로 차풀테펙 평화협정에 서명하며 내전은 종식되었고, 이후 정치는 비교적 안정되었다. 협정에 따라 국가는 군대의 규모를 줄이고 경찰과 민간 방위군을 해산하여 시민경찰로 대체하였으며 진실위원회를 설치하여 내전 중 발생한 심각한 인권침해에 대한 조사에 나서게 되었다. 국민해방전선은 무장을 해제하고 합법 정당으로서 선거에 참여하게 되었다.

### 전후
1989년부터 우파의 민족주의 공화 동맹이 계속 선거에서 승리하여 집권하다가 안토니오 사카 대통령의 부패 논란 속에 2009년 처음으로 FMLN 소속의 전 언론인 마우리시오 푸네스가 대통령으로 선출되었다. 2014년에는 내전 당시 게릴라로 활동하던 전 FMLN 지도자 살바도르 산체스 세렌이 대선에서 승리하였다.
2019년 대선에서는 30년 간 정치를 주도하던 종래의 양당이 아닌 새로운 생각당 출신의 나이브 부켈레가 대통령으로 당선되었다. 2021년 2월 치러진 총선에서는 부켈레의 정당 연합이 단독 과반수를 획득하였다. 2021년 9월 대법원은 헌법이 대통령의 연임을 금지하고 있음에도 불구하고 부켈레의 2024년 재출마를 허용하기로 판결했다.
2022년부터 부켈레 정부는 범죄단체와 갱단 관련 폭력에 대한 전쟁을 시작하여 3월 비상사태를 선포하고 5만 명 이상의 용의자를 체포하여 구금하였다. 2024년 2월 4일 치러진 선거에서 부켈레 대통령이 83%의 압도적인 득표율로 재선에 성공했으며, 그의 새로운 생각당은 의회의 60석 중 54석을 차지했다.

## 지리
서쪽으로 과테말라, 북·동쪽으로 온두라스에 접하며, 남쪽으로 태평양에 면한다. 중미에서 유일하게 대서양(카리브해)과 맞닿아 있지 않은 국가이며, 중미에서 가장 좁은 면적을 가졌음에도 불구하고 동시에 멕시코를 제외한 중미에서 가장 많은 인구를 보유한 국가이다. 인구 조밀도도 중미 최고여서, 엘살바도르인의 근면한 이미지와 아울러 중미의 일본이라 부르기도 한다. 좁은 국토에 산악 지형으로 이용 가능한 토지자원, 혹은 지하자원이 거의 없어, 이용 가능한 토지 전부와 산까지 농업용으로 개간하고 있기 때문에, 환경 파괴가 심각한 국가이다. 지진 및 화산활동이 활발한 곳으로 심각한 자연재해도 종종 입는다. 그러나 화산 인근의 화산재 토양이 농업에 적합한 비옥한 토지이기에 인구가 모여살 수밖에 없어, 주민의 불안한 생활이 계속되고 있다.

### 기후
적도와 가까워 아열대 기후에 속해 있다.

## 행정 구역

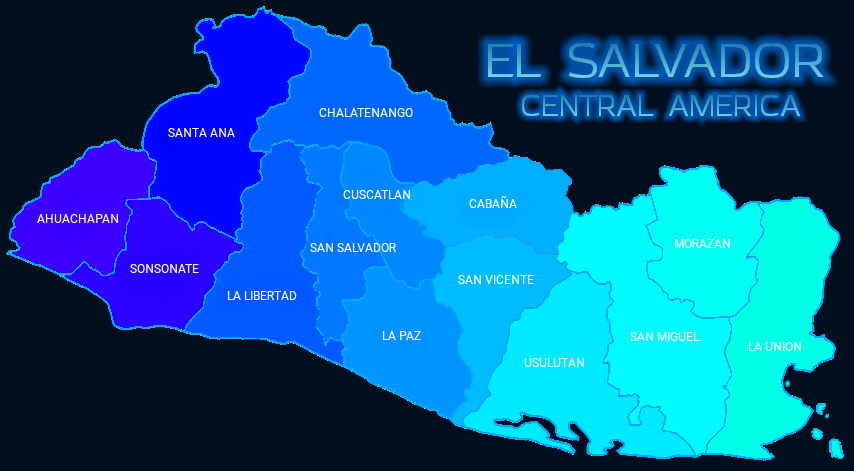
엘살바도르의 지도

헌법에 따라 14개 주(departamentos)로 나뉘어 있다. 14개 각 주는 다시 262개 지구(municipios)로 나뉜다. 각 주와 주도는 다음과 같다.
1. 아우아차판 주 (아우아차판)
2. 카바냐스 주 (센순테페케)
3. 찰라테낭고 주 (찰라테낭고)
4. 쿠스카틀란 주 (코후테페케)
5. 라리베르타드 주 (산타테클라)
6. 라파스 (사카테콜루카)
7. 라우니온 (라우니온)
8. 모라산 주 (산프란시스코고테라)
9. 산미겔 주 (산미겔)
10. 산살바도르 (산살바도르)
11. 산비센테 주 (산비센테)
12. 산타아나 주 (산타아나)
13. 손소나테 주 (손소나테)
14. 우술루탄 주 (우술루탄)

## 정치
엘살바도르는 다당제(실질적으로는 양당 중심 체제)의 대통령 중심제를 채택하고 있다. 2019년 6월 1일에 취임하여 현재까지 나이브 부켈레가 대통령이다. 주요 정당은 내전 기간 중 우파 정부를 향해 무장 투쟁을 전개했던 파라분도 마르티 민족해방전선(fmln)등이다. 오랫동안의 독재와 내전을 거쳤기 때문에, 정국이 불안정한 국가의 이미지가 강하다. 엘살바도르 정치의 근본적인 문제는 식민지 시대의 지배 계층인 스페인계 소수 백인의 후손인 지주 계층이 토지를 절대 독점하고 있기 때문인데, 특히 “14가문”이라 부르는 이들이 나라의 부와 권력을 사실상 틀어쥐고 있다.

## 인구와 주민
대다수의 주민(90%)이 메스티소(백인과 인디오의 혼혈)이며, 나머지는 백인(대부분이 스페인 출신, 나머지는 포르투갈, 이탈리아, 프랑스 출신) 9%와 인디오 1%이다. 인구 밀도는 과밀의 정도가 아니라 포화 상태에 이르고 있어, 국외로의 인구 유출이 끊이지 않고 있다. 인구 증가율도 3%를 넘는다. 내전 기간 중에 많은 엘살바도르인이 미국으로 이주하였고, 내전이 종식된 현재도 국외 유출 인구는 꾸준히 늘고 있다. 노동 인구의 약 30%가 농업에 종사한다(1999년).

## 경제
엘살바도르는 중미에서는 공업이 가장 발달하였으나, 농업이 여전히 국가 경제의 큰 부분을 차지한다. 주요 재배 작물은 커피, 사탕수수, 면화 등이며 미국계 거대 곡물 자본도 진출해 있다. 농업 생산량은 국내의 과밀한 인구의 수요를 충족하지 못하여, 부족분을 수입하고 있다. 해외 거주 엘살바도르인이 국내에 보내오는 송금도 국가 경제의 중요한 바탕이 되고 있다. 산업 시설은 수도인 산살바도르에 집중되어 있어 산살바도르 지역은 공해 및 지방에서 밀려드는 빈민 계층으로 인해 몸살을 앓고 있고, 지방은 저개발 농업 지역으로서 지역 불균형 발전도 심각하다. 1인당 국민 소득은 4,700달러 정도이다. 독자 화폐 단위인 콜론을 1919년부터 2001년까지 사용하였으나, 그 후 미국 달러를 자국의 기축통화로 도입하였다.

## 언어
공용어는 스페인어이다. 다수의 아메리카어는 식민 통치 이후 소멸했고, 소수의 원주민은 나후아틀어를 사용하나, 이웃의 과테말라에 비하여 그 숫자가 많지 않으며, 전 인구의 1% 미만에 불과하다. 교육받은 사람은 영어를 할 줄 아나, 관광 국가가 아니기 때문에, 방문객이 자주 찾는 산살바도르의 큰 호텔을 제외하고는 영어가 거의 통하지 않으므로, 방문 시에는 기본적인 스페인어가 필수이다. 엘살바도르에서 사용되는 스페인어는 중앙 아메리카 스페인어의 일부로서, 지리상의 근접에도 불구하고 멕시코보다는 콜롬비아쪽에 더 가깝다. 소통에는 문제가 없으나, 사용하는 특정 어휘에 나라마다 약간씩 차이가 있으며, 너(tu)를 vos라고 하는 등, 기본 어휘에 차이가 있는 경우도 있다. 다른 중앙아메리카 국가와 달리 엘살바도르에서만 사용되는 칼리체라는 슬랭이 유명하다.

## 대외 관계
유엔과 미주기구연합, 중미공동시장, 중미의회, 중미안보위원회, 세계무역기구 등의 회원국이다. 과거에는 일본의 괴뢰국인 만주국을 승인한 적이 있었다. 이웃나라 온두라스와는 축구 경기로 전쟁을 치렀고 국경 분쟁도 잦았으나, 국제사법재판소로 넘어가기 전에 평화조약을 채결하였다. 미국과는 국방 및 경제 분야에서 강한 유대관계를 맺고 있다. 1962년에 대한민국과 수교하여, 대략 300명가량이 체류해 있으며, 순수 교민은 30명 정도이다.

## 문화와 스포츠
종교는 가톨릭 45%, 개신교 35%이고 엘살바도르인들은 축구를 매우 좋아하며, 이외 배구와 야구 등을 널리 즐긴다.
- 1월 1일 새해 첫날 Año Nuevo
- 3월 8일 여성의 날 Día de la Mujer
- 3월 또는 4월 성 주간 Semana Santa(예수의 마지막 일주일을 기념하는 교회력 절기)
- 5월 1일 노동절 Día del Trabajo
- 5월 3일 십자가의 날 Día de la Cruz
- 5월 10일 어머니의 날 Día de la Madre
- 6월 17일 아버지 날 Día del Padre
- 6월 22일 스승의 날 Día del Maestro
- 8월 4일 ~ 8월 6일 수호성인 축일 Fiestas Patronales
- 9월 15일 독립기념일 Día de la Independencia
- 10월 1일 어린이날 Día del niño
- 10월 12일 콜럼버스 신대륙 발견 기념일 Día de la Raza
- 11월 2일 죽음의 날(사망한 배우자나 가족의 묘지를 찾는 날) Día de los Muertos
- 12월 25일 성탄절 Navidad

## 교육
국민의 문해율이 84%에 달하는 등, 문맹율이 낮고, 높은 교육열을 자랑하며, 고등교육까지 학비를 면제한다.